# Ауранция
Ауранция — органическое соединение, аммонийная соль гексанитродифениламина с химической формулой C12H8N8O12, кислотный нитрокраситель, ранее применявшийся для окраски кожи; продолжает использоваться в микроскопии для окраски препаратов. Красный или оранжевый порошок, плохо растворимый в воде. Соединение, как и гексанитродифениламин, обладает взрывчатыми свойствами, что позволяет применять его в детонаторах.
Синонимы: аммонийная соль дипикриламина, Imperial yellow.

## Свойства
Красно-коричневые кристаллы в форме игл, в виде мелкокристаллического порошка имеет оранжево-красный цвет. Молярная масса 456,24 г/моль. Плохо растворим в воде (0,1 г / 100 г) с образованием раствора оранжево-красного цвета. Растворим в целлозольве (3 г / 100 г), малорастворим в этиленгликоле (1 г / 100 г), взрывоопасен.
Проявляет сильные кислотные свойства, объясняемые наличием трёх электроноакцепторных заместителей в каждом ядре соединения, что, в свою очередь, вызывает значительное ослабление связи протона у центрального атома азота.

## Применение
В микроскопии используют в виде смеси с кислым фуксином и кристаллическим фиолетовым. Этот состав при окрашивании выделяет митохондрии.
Применялся в крашении, как жёлтый краситель, но вышел из употребления из-за того, что вызывал раздражение кожи человека.
Применяется в детонаторах как инициирующее взрывчатое вещество.

## Безопасность
Сильно раздражает кожу, вызывая болезненную и зудящую сыпь на руках.